# Sonorella tryoniana
Sonorella tryoniana är en snäckart som beskrevs av Henry Augustus Pilsbry och James Henry Ferriss 1923. Sonorella tryoniana ingår i släktet Sonorella och familjen Helminthoglyptidae. Inga underarter finns listade i Catalogue of Life.